# Liste der Gedenktafeln und Gedenksteine in Wien/Floridsdorf
Diese Liste der Gedenktafeln und Gedenksteine in Wien/Floridsdorf enthält die Gedenktafeln im öffentlichen Raum des 21. Wiener Gemeindebezirks Floridsdorf. Hauptsächliche Basis dieser Liste ist „Wien Kulturgut“ (der digitale Kulturstadtplan der Stadt Wien).
Neben den wandgebundenen Gedenktafeln sind auch die von der Stadt Wien als Denkmäler klassifizierten Gedenksteine angeführt. Andere Denkmäler sowie Kunstwerke im öffentlichen Raum sind unter Liste der Kunstwerke im öffentlichen Raum in Wien/Floridsdorf zu finden.
Erinnerungssteine sind in der Liste Stationen der Erinnerung in Wien-Floridsdorf angeführt.

## Gedenktafeln und Gedenksteine
| Foto |                 | Inschrift | Name                                                                | Typ         | Standort                                                                                         | Beschreibung                                                                                        | Metadaten                                      |
| ---- | --------------- | --- | ------------------------------------------------------------------- | ----------- | ------------------------------------------------------------------------------------------------ | --------------------------------------------------------------------------------------------------- | ---------------------------------------------- |
| ja   | Datei hochladen | LUDWIG VAN BEETHOVEN weilte wiederholt hier zu Gaste Zum 100. Todestag V.V.I-die Bevölkerung-ASB.J | Ludwig van Beethoven – Gedenktafel ID: 94652 viennatouristguide     | Gedenktafel | Jeneweingasse 17 Standort                                                                        | Oskar Icha, Kunststeinplatte mit Porträtrelief, das von einer männlichen Figur gehalten wird (1927) |                                                |
| ja   | Datei hochladen | Bürgermeister, Ortsrichter Ignaz Bernreiter 1848–1864 1867–1869 Gross-Jedlersdorf | Ignaz Bernreiter – Gedenktafel                                      | Gedenktafel | Bernreiterplatz 11 Standort                                                                      | Franz Barwig der Jüngere, Steintafel mit Relief (Abbildung der Person als Ortsrichter)              |                                                |
| ja   | Datei hochladen | Anton Dobritzhofer 1901–1977 1946–1954 STADTHAUPTMANN VON FLORIDSDORF KÄMPFTE GEGEN DEN FASCHISMUS FÜR DEMOKRATIE UND ÖSTERREICHS FREIHEIT FEBRUAR 1934 SPANIEN 1936–1939 ROTE ARMEE 1941–1945 | Anton Dobritzhofer – Gedenktafel                                    | Gedenktafel | Galvanigasse 15–17 Standort                                                                      | Steintafel                                                                                          | Standort: sog. Galvanischlössl                 |
| ja   | Datei hochladen | Zum Gedenken an Henri Dunant 1828–1910 dem Gründer des Roten Kreuzes wird die Schule Henri-Dunant-Volksschule benannt 7. Juni 1996 | Henri Dunant – Gedenktafel                                          | Gedenktafel | Dunantgasse 2 Standort                                                                           | Metalltafel (1996)                                                                                  |                                                |
| ja   | Datei hochladen | ANNA MARIA ERDŐDY * 21. 8. 1778 + 17. 3. 1837 kunstsinnige Förderin Beethovens, besaß das ehemalige Landgut zu Jedlersee 1809–1818 | Anna Maria Erdődy – Gedenktafel viennatouristguide                  | Gedenktafel | Jeneweingasse 17 Standort                                                                        | Oskar Icha, Kunststeintafel mit Porträtrelief (1927)                                                |                                                |
| ja   | Datei hochladen | Gewidmet Federico García Lorca 8. 8. 1899 – 19. 8. 1936 García Lorca kämpfte – wie auch mehr als 2.000 Österreicher in den Reihen der internationalen Brigaden – gegen den spanischen Faschismus und wurde 1936 ermordet. | Federico García Lorca – Gedenktafel viennatouristguide              | Gedenktafel | Schliemanngasse 25–27 Standort                                                                   | Steintafel                                                                                          |                                                |
| ja   | Datei hochladen | In diesem Hause wohnte Schulrat Richard Gerlich 1892–1971 Leiter des Floridsdorfer Bezirksmuseums 1964–1971 Freund, Forscher und Künder der Heimat! Gewidmet vom Floridsdorfer Bezirksmuseum | Richard Gerlich – Gedenktafel ID: 96583                             | Gedenktafel | Brünner Straße 2–4 Standort                                                                      | Granittafel (1978)                                                                                  |                                                |
| ja   | Datei hochladen | Wohnhausanlage der „Familienhilfe“ Gemeinnützige Bau- und Siedlungsgees. m. b. h. gewidmet dem selbstlosen und ideenreichen Baupionier Priester und Ehrendomherren der Erzdiözese Wien Prälat Dr. Josef Gorbach 1889–1977 Durch sein unermüdliches Wirken konnten in Wien und Niederösterreich 27 Notgottesdienststätten errichtet werden. Im Dekanat Floridsdorf sind dies: 1936 Gartenstadt 1937 Schwarzlackenau Nordrandsiedlung 1956 Grossjedlersdorf, Kantnergasse 1957 Strebersdorf, Dirnelwiese 1958 Grossjedlersdorf, Holetschekgasse Wien, im Mai 1989 Kulturverein Floridus | Josef Gorbach – Gedenktafel                                         | Gedenktafel | Galvanigasse 5 Standort                                                                          | Steintafel (1989)                                                                                   |                                                |
| ja   | Datei hochladen | Sophie (Susi) Haber 1922–2012 Susi Haber war eine der Geretteten des Schweizer Polizeihauptmannes Paul Grüninger aus St. Gallen, dem ca. 3000 Wiener Jüdinnen und Juden ihr Leben verdankten. Er ermöglichte ihnen im Jahr 1938 die illegale Einreise in die Schweiz. Die Folge war die unehrenhafte Entlassung und Verurteilung Grüningers, er wurde erst 1995 post mortem rehabilitiert. Als eine der Überlebenden initiierte Susi Haber die Namensgebung dieser Schule, in der sie auch als Zeitzeugin wirkte. Mai 2015 | Sophie Haber – Gedenktafel ID: 97044                                | Gedenktafel | Hanreitergasse 2 Standort                                                                        | Steintafel (2015)                                                                                   | Standort: Paul-Grüninger-Schule                |
| ja   | Datei hochladen | Diese Wohnhausanlage der Stadt Wien trägt den Namen von Dag Hammarskjöld dem Generalsekretär der Vereinten Nationen, der sein hohes Amt im Jahr 1953 antrat. Am 18. September 1961 starb er, im Dienste der Menschheit und des Friedens, bei einem Flugzeugunglück im Kongo. Die Stadt Wien ehrt sein Andenken | Dag Hammarskjöld – Gedenktafel viennatouristguide                   | Gedenktafel | Floridsdorfer Hauptstraße 6–8 Standort                                                           | Steintafel                                                                                          |                                                |
| ja   | Datei hochladen | Dag Hammarskjöld 1905–1961 Generalsekretär der Vereinten Nationen | Dag Hammarskjöld – Gedenkstein ID: 42648                            | Gedenkstein | Floridsdorfer Hauptstraße 6–8 / Matthäus Jiszda Straße / An der Oberen Alten Donau 3–13 Standort | Luise Wolf, Natursteinstele mit Bronzerelief                                                        |                                                |
| ja   | Datei hochladen | Zum Gedenken an den Tiroler Freiheitskämpfer P. Joachim Haspinger der in den Jahren 1813, 1814, 1815 an der Gnadenkirche „Klein Maria Taferl“ wirkte | Joachim Haspinger – Gedenktafel                                     | Gedenktafel | Amtsstraße 21–25 Standort                                                                        | Steintafel                                                                                          |                                                |
| ja   | Datei hochladen | Dem Vorkämpfer für Österreichs Freiheit P. Joachim Haspinger welcher vom Jahre 1810–1812 an dieser Kirche wirkte, anlässlich seines 75. Todestages Gewidmet vom C.D.T.U. Haspinger Jedlesee 1933 | Joachim Haspinger – Gedenktafel ID: 96585                           | Gedenktafel | Lorettoplatz Standort                                                                            | Steintafel mit bronzenem Porträtmedaillon (1933)                                                    |                                                |
| ja   | Datei hochladen | Oskar Helmer 1887 bis 1963 Sozialistischer Abgeordneter und Bundesminister | Oskar Helmer – Gedenktafel                                          | Gedenktafel | Meriangasse 5 Standort                                                                           | Steintafel                                                                                          | Standort: Oskar-Helmer-Hof                     |
| ja   | Datei hochladen | Dr. h.c. Franz Jonas 1899 – 1974 Bezirksvorsteher von Floridsdorf 1946–48 Bürgermstr. v. Wien 1951–65 Bundespräsident 1965–74 den Schwachen helfen dem Volke dienen | Franz Jonas – Gedenktafel viennatouristguide                        | Gedenktafel | Ecke Schlosshofer Straße 8 / Franz-Jonas-Platz 8 Standort                                        | Steintafel                                                                                          |                                                |
| ja   | Datei hochladen | Medizinalrat Dr. Franz koch Bürgermeister von Floridsdorf 1945 Diener des Volkes Helfer der Menschen In Dankbarkeit gewidmet Kulturverein „Forum 21“ | Franz Koch – Gedenktafel viennatouristguide                         | Gedenktafel | Am Spitz 9 Standort                                                                              | Steintafel                                                                                          |                                                |
| ja   | Datei hochladen | Josef Kohl Hof Josef Kohl 1899–1969 Abgeordneter zum Wiener Landtag und Gemeinderat der Stadt Wien war ein vorbildhafter Kämpfer für Recht, Freiheit und Demokratie | Josef Kohl – Gedenktafel                                            | Gedenktafel | Siemensstraße 14 Standort                                                                        | Steintafel                                                                                          |                                                |
| ja   | Datei hochladen | Conrad Lötsch-Hof Conrad Lötsch 1878 – 1962 Gemeinderat und Bürger der Stadt Wien er erwarb sich grosse Verdienste um die Entwicklung Floridsdorfs und das Wohl der arbeitenden Menschen | Conrad Lötsch – Gedenktafel                                         | Gedenktafel | Floridsdorfer Markt Standort                                                                     | Steintafel                                                                                          |                                                |
| ja   | Datei hochladen | Karl Mič 1900 – 1971 Bezirksrat und Sektionsobmann der österreichischen Volkspartei in Wien-strebersdorf v. 1951–1971 | Karl Mič – Gedenktafel                                              | Gedenktafel | Rußbergstraße 20 Standort                                                                        | Steintafel                                                                                          |                                                |
| ja   | Datei hochladen | Dem Bürger der Stadt Wien Heinz Nittel zum Gedenken Geboren 29. X. 1930 Ermordet 1. V. 1981 | Heinz Nittel – Gedenkstein                                          | Gedenkstein | Marco-Polo-Promenade Standort                                                                    | Gedenkstein auf Sockel                                                                              | Standort: Heinz-Nittel-Hof                     |
| ja   | Datei hochladen | Zum Gedenken an den Augustiner Chorherrn Dr. Pius Parsch <1884–1954>, den Begründer der volksliturgischen Bewegung und international anerkannten Wegbereiter der Erneuerung der Liturgie, die beim 2. Vatikanischen Konzil <1962–1965> für die ganze Weltkirche wirksam wurde. Pius Parsch wirkte während der Vertreibung der Chorherren aus dem Stift Klosterneuburg <1940–1945> in Zeiten schwerster materieller und seelischer Not des Bombenkrieges als Seel- sorger an dieser Pfarre. Wien, am 11. März 1967 Pfarre Floridsdorf | Pius Parsch – Gedenktafel                                           | Gedenktafel | Pius-Parsch-Platz 4 Standort                                                                     | Steintafel                                                                                          | Standort: Pfarrkirche Floridsdorf              |
| ja   | Datei hochladen | Anton Schlinger | Anton Schlinger – Gedenktafel                                       | Gedenktafel | Standort                                                                                         | Bronzetafel mit Porträtrelief                                                                       |                                                |
| ja   | Datei hochladen | Dr. h. c. Felix Slavik 1912–1980 Bedeutender Wiener Kommunalpolitiker Langjähriger amtsführender Stadtrat für Finanzen und Vizebürgermeister 1970–1973 Bürgermeister von Wien Präsident des internationalen Gemeindeverbandes IULA | Felix Slavik – Gedenkstein                                          | Gedenkstein | Felix-Slavik-Straße 10 Standort                                                                  | oben abgeschrägter Gedenkstein                                                                      |                                                |
| ja   | Datei hochladen | Dem Heimatforscher Hans Smital Erwecker des Heimatgedankens und Verfasser der „Geschichte der Grossgemeinde Floridsdorf“ Bezirksschulinspektor 1860–1935 Gewidmet vom Floridsdorfer Heimatmuseum 1965 | Hans Smital – Gedenkstein ID: 76004                                 | Gedenkstein | Prager Straße 33 Standort                                                                        | Gedenkstein (1965)                                                                                  | Standort: Gedenkstein vor dem Bezirksmuseum 21 |
| ja   | Datei hochladen | Paul Speiser der grosse Freund und Organisator der Werktätigen Der Mitschöpfer des Sozialen Wien in der Ersten Republik Unvergesslich seine jugendliche Kraft, die er nach dem Zusammenbruch des Faschismus seinem geliebten Wien in höchster Not gewidmet hat. 1877–1947 | Paul Speiser – Gedenkstein                                          | Gedenkstein | Freytaggasse 5 Standort                                                                          | Steinkubus mit bronzenem Porträtrelief                                                              |                                                |
| ja   | Datei hochladen | Ernst Theumer 1890 – 1978 Bezirksvorsteher von Floridsdorf Er hat sich grosse Verdienste um den Wiederaufbau des 21. Bezirks erworben. | Ernst Theumer – Gedenkstein                                         | Gedenkstein | Gerasdorfer Straße 55 Standort                                                                   | pultartiger Stein mit Gedenktafel                                                                   |                                                |
| ja   | Datei hochladen | In Memoriam Mgsr. Vay de Vaya | Peter Vay de Vaya – Gedenktafel                                     | Gedenktafel | Töllergasse 11 Standort                                                                          | Steintafel mit Einrahmung (Wasserbecken, dorische Säulen, Krone)                                    | Standort: Herz-Jesu-Kirche                     |
| ja   | Datei hochladen | Auf dem Magdalenenhof hatte von 1863 bis 1890 sein Heim und seine Wirkstätte Karl Freiherr von Vogelsang 1818–1890 der Vorkämpfer für die christliche Sozialreform und Wegbereiter der Sozialgesetzgebung in Österreich Österreichische Volkspartei Politische Akademie Karl von Vogelsang-Institut Bezirksvertretung Floridsdorf Kulturverein Floridus | Karl von Vogelsang – Gedenktafel ID: 96586                          | Gedenktafel | Senderstraße 130 Standort                                                                        | Steintafel (1990)                                                                                   | Standort: Magdelenenhof                        |
| ja   | Datei hochladen | Diese Wohnhausanlage mit 456 Wohnungen hat der Wohnbauverein „Junge Generation“ in den Jahren 1965–1967 für junge Ehepaare errichtet. Sie trägt den Namen: Rosa Weber-Hof Rosa Weber 1919–1967 war Abgeordnete zum Nationalrat Vorsitzende der Frauenabteilung des Österreichischen Gewerkschaftsbundes und Obmann-Stellvertreter der SPÖ-Bezirksorganisation Floridsdorf Ihr Leben war der Wohlfahrt der Jugend der besserstellung der berufstätigen Frauen und der sozialbedürftigen Mitmenschen gewidmet. Im Juli 1967 ist sie auf dem Grossglockner tödlich verunglückt. | Rosa Weber – Gedenktafel                                            | Gedenktafel | Jedleseer Straße 98 Standort                                                                     | Freistehende Steintafel                                                                             |                                                |
| ja   | Datei hochladen | In diesem Pfarrhof wohnte und wirkte von 1970–1997 der namhafte Priesterkomponist Monsignore Professor Raimund Weissensteiner * 14.8.1905 † 12.8.1997 | Raimund Weissensteiner – Gedenktafel                                | Gedenktafel | Amtsstraße 21–25 Standort                                                                        | Steintafel mit Porträt                                                                              |                                                |
| ja   | Datei hochladen | Dr. Leopold Zechner 26. Juni 1884 6. Dezember 1968 Geschäftsführender Präsident des Stadtschulrates für Wien 1949–1959 Abgeordneter zum Nationalrat 1945–1956 Bürger der Stadt Wien | Leopold Zechner – Gedenktafel ID: 42509                             | Gedenktafel | Moritz-Dreger-Gasse 4 Standort                                                                   | Rudolf Schwaiger, Marmortafel (1973)                                                                | Standort: Schule Pastorstraße                  |
| ja   | Datei hochladen | Zum Gedenken an Rudolf Zirkounig * 8. 10. 1897 + 25. 3. 1987 der 1927 in schwerer Zeit die Floridsdorfer Handelsschule als erste berufsbildende Schule in Wien nördlich der Donau gründete | Rudolf Zirkounig – Gedenktafel                                      | Gedenktafel | Franklinstraße 24 Standort                                                                       | Steintafel                                                                                          | Standort: HAK Floridsdorf                      |
| ja   | Datei hochladen | Zu Ehren der Schweizer Stadt Biel, welche nach dem Zweiten Weltkrieg eine grosszügige Hilfsaktion für die Bevölke- rung von Floridsdorf durch- geführt hat, erhielt diese Anlage den Namen Bieler Hof. Der Wiener Gemeinderat, im Jahre 1947. | Stadt Biel – Gedenktafel                                            | Gedenktafel | Kinzerplatz 10–11 Standort                                                                       | Steintafel mit Abbildung der Wappen von Biel und Wien                                               |                                                |
| ja   | Datei hochladen | Den Kämpfern für Freiheit und Demokratie Februar 1934 Ihr Vermächtnis-Kampf dem Faschismus! Die Floridsdorfer Arbeiterschaft | Februaropfer 1934 – Gedenktafel ID: 96587                           | Gedenktafel | Floridsdorfer Markt Standort                                                                     | Marmortafel                                                                                         | Standort: Schlingerhof                         |
| ja   | Datei hochladen | Floridsdorfer Markt Errichtet im Jahre 1926 Unter Bürgermeister Karl Seitz | Floridsdorfer Markt / Karl Seitz – Gedenkstein ID: 91816            | Gedenkstein | Brünner Straße 34 Standort                                                                       | Gedenkstein auf Sockel                                                                              |                                                |
| ja   | Datei hochladen | Floridsdorfer Tempel Andreas Streit (1840–1916) Hier stand eine von Andreas Streit 1875–1877 erbaute Synagoge. In der Nacht 9./10. November 1938 initiierte das NS-Regime ein gegen die jüdische Bevölkerung gerichtetes Pogrom, das zynisch und verharmlosend «Reichskristallnacht» bezeichnet wurde. Fast alle Synagogen und Bethäuser wurden zerstört. Dieses Gotteshaus wurde als Magazin weiterverwendet, im Frühjahr 1945 bombardiert. Über 65 500 österreichische Juden und Jüdinnen fielen der Schoa zum Opfer. This is the location where formerly stood Andreas Streit’s synagogue built 1875–1877. The Nazi-organized pogrom direct- ed against the Jewish population during the night of November 9th / 10th 1938, cynically trivialized as «The Night of Broken Glass», resulted in the destruction of nearly all of the city's synagogues and prayer-halls. This place of worship was subese- quently uses as a warehouse and bombed in 1945. Over 65.500 Austrian Jews would fall victim to the Shoah. | Synagoge Floridsdorf / Floridsdorfer Tempel – Gedenktafel ID: 96584 | Gedenktafel | Freytaggasse 25–31 Standort                                                                      | Emailtafel (2012)                                                                                   |                                                |
| ja   | Datei hochladen | Gross Jedlersdorf 1108 wurde Jedlersdorf - ursprünglich Urliugestorf - erstmalig geschichtlich erwähnt. Bis 1894 war Jedlersdorf selbständige Gemeinde und wurde in diesem Jahr in die Grossgemeinde Floridsdorf eingegliedert. 1904 wurde Floridsdorf zum 21. Bezirk von Wien ernannt. Amtsstrasse Mittelpunkt des Jedlersdorfer Ortskernes. In alter Zeit wurden hier alle Amtshandlungen abgehalten. Die „Karl Borromäus Kirche“ als Wallfahrtskirche „Klein-Maria-Taferl“ bekannt, wurde 1714 als Holzkapelle errichtet und 1782 auf die heutige Grösse ausgebaut. Das wundertätige Marienbild befindet sich noch immer in unserer Kirche. | Großjedlersdorf – Gedenktafel                                       | Gedenktafel | Amtsstraße 15 Standort                                                                           | Steintafel                                                                                          | Standort: Breitpfeiler Amtsstraße              |
| ja   | Datei hochladen | An diesem Standort befand sich das KZ-Außenlager Wien-Floridsdorf - ein Nebenlager des KZ Mauthausen - in welchem von 13. Juli 1944 bis 1. April 1945 über 2.000 KZ-Häftlinge ausgebeutet wurden. Niemals vergessen! Bezirksvorstehung Floridsdorf ARGE der NS-Opferverbände und Widerstandskämpfer/innen Österreichs | Gedenktafel für die Opfer des KZ-Außenlagers Floridsdorf            | Gedenktafel | Hopfengasse Standort                                                                             | Metalltafel                                                                                         |                                                |
| ja   | Datei hochladen | Lovara, Roma, Sinti am Ringelseeplatz Um 1920 wanderten Lovara-Roma, vorwiegend Pferdehändler aus Ungarn, in den Raum Wien ein und ließen sich am Mühlschüttel in Floridsdorf nieder. Wir erinnern an die Opfer der NS-Zeit aus den Reihen der Floridsdorfer Lovara-Roma und der Sinti vom Bruckhaufen. Der Ringelseeplatz war bis in die frühen 1960er-Jahre ein wichtiger Treffpunkt und Ort des Zusammenlebens für durch Österreich ziehende Roma, Lovara, Sinti und Schausteller-Familien. In 1920 some members of the Lovara-Roma group, predominantly horse traders, immigrated from Hungary to Vienna and settled in the Mühl- schüttel area in Floridsdorf. We commemorate the Lovara-Roma from Floridsdorf an Sinti of Bruckhaufen who were victims of the Nazi terror. The Ringelseeplatz was the site of temporary encampments and an im- portant meeting place where Roma, Lovara, Sinti and exhibitors travelling through Austria met and mingled.                                                       | Gedenkstele für Lovara, Roma und Sinti am Ringelseeplatz ID: 108983 | Gedenkstein | Franklinstraße 24 Standort                                                                       | Pulverbeschichtete Nirosta-Stele mit der Negativreproduktion einer alten Fotografie (2018)          | Standort: im Grünstreifen vor ONr. 24          |
| ja   | Datei hochladen | Die Schwemm Meister 2009 Dieser Ort unser Verein | Die Schwemm – Gedenkstein ID: 97198                                 | Gedenkstein | Haspingerplatz/Frauenstiftgasse Standort                                                         | Stein auf Sockel mit zusatztafel (2009)                                                             |                                                |
| ja   | Datei hochladen | Sie kämpften und starben für ihr Vaterland. Den österreichischen Freiheitskämpfern Major Karl Biedermann Hauptmann Alfred Huth Oberleutnant Rudolf Raschke zum Gedenken, die am 8. April 1945 in Floridsdorf am Spitz von den Schergen des Nationalsozialismus hingerichtet wurden. Sie gaben ihr Leben um die Zerstörung Wiens in den letzten Kriegstagen des Jahres 1945 zu verhindern | Widerstandskämpfer – Gedenktafel viennatouristguide                 | Gedenktafel | Am Spitz 1 Standort                                                                              | Steintafel                                                                                          | Standort: Amtshaus                             |

## Ehemalige Gedenktafeln
| Foto |                 | Inschrift | Name                             | Typ         | Standort                  | Beschreibung                                                                            | Metadaten |
| ---- | --------------- | --- | -------------------------------- | ----------- | ------------------------- | --------------------------------------------------------------------------------------- | --------- |
| ja   | Datei hochladen | Leopoldauer Wappen Den Giebel des ehemaligen Gemeinde-Markthauses das hier bis 1970 stand zierte das Wappen der bis 1904 selbständigen Gemeinde Leopoldau welches hier zur Erinnerung nachgebildet wurde. Bezirksmuseum Floridsdorf | Leopoldauer Wappen – Gedenktafel | Gedenktafel | Großfeldstraße 1 Standort | Reliefdarstellung des Wappens mit Steintafel daneben, das Gebäude wurde 2019 abgerissen |           |